# 泰爾內 (庫皮揚斯克區)
泰爾內是位於烏克蘭東部的村莊，由哈爾科夫州庫皮揚斯克區的德沃里奇纳市镇負責管轄。該村始建於1820年，面積0.37平方公里，海拔高度160米，2001年人口252，人口密度每平方公里690.4人。